# Dasara Thimmanahalli, Srinivaspur
Dasara Thimmanahalli là một làng thuộc tehsil Srinivaspur, huyện Kolar, bang Karnataka, Ấn Độ.